# Isaiah Thomas (fútbol americano)
Isaiah Thomas (Tulsa, Oklahoma, 3 de diciembre de 1998) es un jugador profesional estadounidense de fútbol americano que se desempeña en la posición de defensive end en Cleveland Browns, equipo de la National Football League (NFL).

## Carrera
Fue seleccionado en la séptima ronda en la Reunión Anual de Selección de Jugadores de la NFL de 2022. Hizo su debut profesional con el equipo Cleveland Browns, donde lleva jugando dos temporadas.